# Scott Turner (Songwriter)
Scott „Scotty“ Turner (* August 1931 in Sydney, Nova Scotia als Graham Morrison Turnbull; † 9. Februar 2009 in Cobleskill, New York) war ein kanadischer Songwriter und Musikproduzent.
Turner brachte sich 1955 während seiner Zeit am College in Iowa selbst das Gitarre spielen bei, als er aufgrund einer Sportverletzung seine Ambitionen als Leichtathlet nicht vorantreiben konnte. 1956 ging er für ein Postgraduierten-Studium nach Lubbock, Texas, wo er Buddy Holly kennenlernte, mit dem er 13 Songs schrieb. Nach zwei Jahren als Gitarrist in Tommy Sands’ Band freundete er sich auf einer Australienreise mit Johnny O’Keefe an, dessen ersten Nummer-eins-Hit She’s My Baby er schrieb und dem er einen Vertrag mit Liberty Records vermittelte. Sodann war er Gitarrist und musikalischer Direktor für Guy Mitchell und Eddie Fisher.
Seine erste Erfahrung als Musikproduzent machte er in der Firma A&M Records seines Freundes Herb Alpert. Danach arbeitete er als Produzent für Liberty und Imperial Records, wo er Alben Slim Whitmans produzierte und Sessions für Roy Clark, Vickie Carr, Del Reeves, Rosemary Clooney, Jerry Wallace und Jimmy Bryant leitete. 1962 entdeckte er Harry Nilsson und setzt ihn als Sänger in einer Demo-Aufnahmesession ein.
Turner schrieb über 400 Songs, unter anderem mit John Marascalco, Audie Murphy, Doc Pomus, Tommy Sands, Buddy Holly und Guy Mitchell, die von vielen namhaften Interpreten eingespielt wurden, darunter Dean Martin, Charley Pride, Gene Vincent, Wanda Jackson und vielen mehr.

## Erfolge
Mehrere Songs aus Scott Turners Feder erreichten die Top Ten der Charts:
- Slim Whitman – Put Your Trust in Me – 1958 (USA)
- Tommy Sands – Blue Ribbon Baby – 1959 (USA)
- Tommy Sands – The Worry Kind – 1959 (USA)
- Tommy Sands – I Ain’t Gettin' Rid of You – 1960 (USA)
- Johnny O’Keefe – She’s My Baby (dreimal in Australia)
- Johnny O’Keefe – Don’t You Know Pretty Baby – 1959 (Australien)
- Johnny O’Keefe – Own True Self (USA)
- Baja Marimba Band – Comin in the Back Door – 1963 (USA)
- Herb Alpert & Tijuana Brass – Mexican Drummer Man – 1964 (England)
- Jerry Wallace – Shutters and Boards – 1962 (USA)
- Slim Whitman – Shutters and Boards – 1971 (USA)
- Charley Pride – Shutters and Boards – 1998 (England)
- Wynn Stewart – Does He Love You Like I Do – 1963 (USA)
- Tennessee Ernie Ford – Hicktown – 1964 (USA)
- Roy Clark – When the Wind Blows in Chicago – 1964 (USA)
- Dave Dudley – Truckers Prayer – 1964 (USA)
- Wanda Jackson – My First Day Without You – 1965 (USA)
- Roy Clark – The Color of Her Love Is Blue – 1965 (USA)
- Gene Vincent – If You Want My Lovin’ – 1961 (England)
- Penny DeHaven – Another Day of Lovin’ – 1966 (USA)
- Slim Whitman – Take It From Me – 1967 (England)
- Red Simpson – Nitro Express – 1965 (USA)